# ヨーゼフ・コーゼマンス
ヨーゼフ・コーゼマンス（Joseph Théodore Coosemans、1828年3月19日 - 1904年9月24日）はベルギーの画家である。おもに風景画を描いた。

## 略歴
ブリュッセルで商人の息子に生まれた。父親はコーゼマンスが1歳の時亡くなり、翌年母親も亡くなり、叔母に育てられた。ブリュッセルのイエズス会の学校で学んだ後、テルビュレンで事務員として働きはじめ、その後もテルビュレンの市役所の役人やデュースブルクで働く公務員として働いた。
コーゼマンスが働いていた地域は、多くの画家が風景画を描きに訪れる地域で、「テルビュレン派」と呼ばれる画家が活動していた。コーゼマンスも絵に興味を持つようになった。風景画家のThéodore Fourmois(1814-1871)と知り合い風景画を描くようになり、35歳になった1865年に初めて展覧会に絵を出展した。絵は独学であった。 
1868年にカミーユ・ヴァン・カンプら「テルビュレン派」の画家と、自由美術協会(Société Libre des Beaux-Arts)の創立会員になった。この美術家グループは当初は小規模なものであったが、後に多くの美術家がグループ展に参加するようになった。
アルフレッド・フェルヴェー(1838-1895)やルイ・デュボア(1830–1880)とフランスのノルマンディーを訪れ、バルビゾンにも短期間、滞在した。バルビゾン派のスタイルや人気のあった「テルビュレン派」の画家イポリット・ブーランジェの画風に影響を受けた。
1876年頃からベルギーのリンブルフ州のヘンクやキンローイ(Kinrooi)の風景を描くようになった。
1887年に、アントウェルペンの美術アカデミーの風景画の教授に任命された。1893年に脳出血で、右手が麻痺したが、左手で絵を描き続けた。そんため作品はラフなスタイルになった。1904年に亡くなるまでアカデミーでの教授を続け、没後、フランツ・クルタン(Franz Courtens : 1854–1943)が後任となった。

## 作品

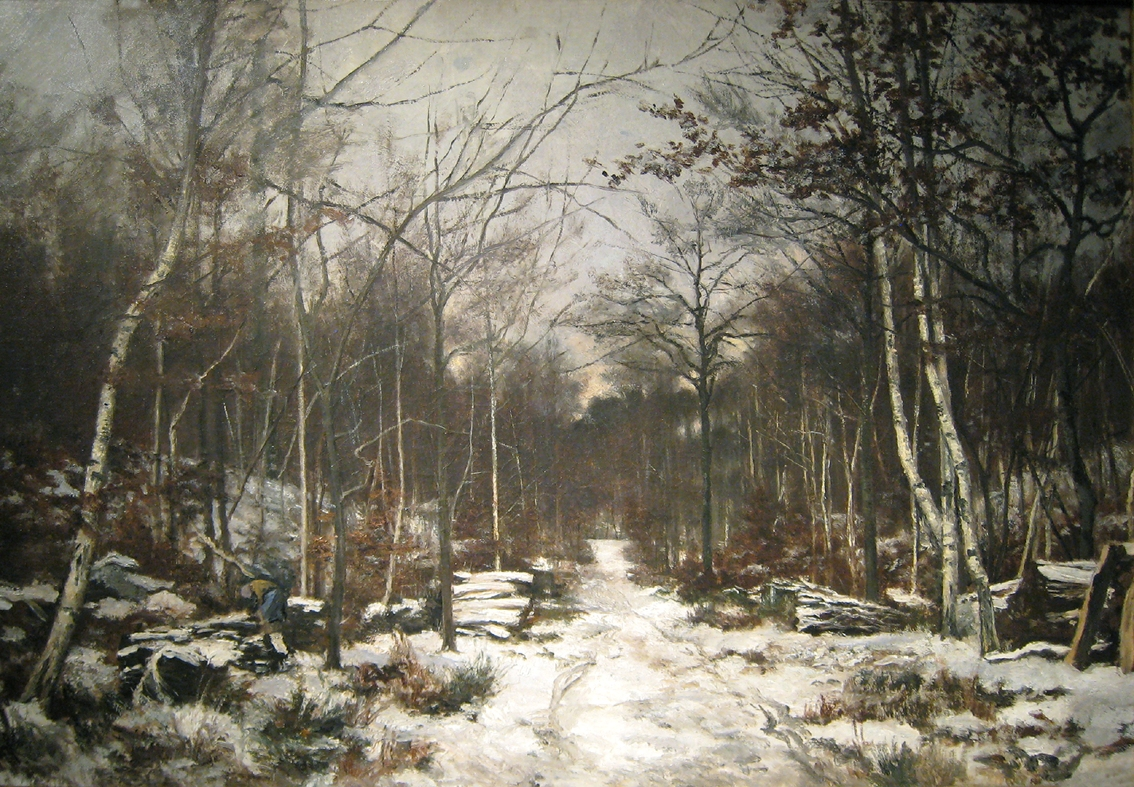
ソワーニュの森 Musée d'Ixelles蔵
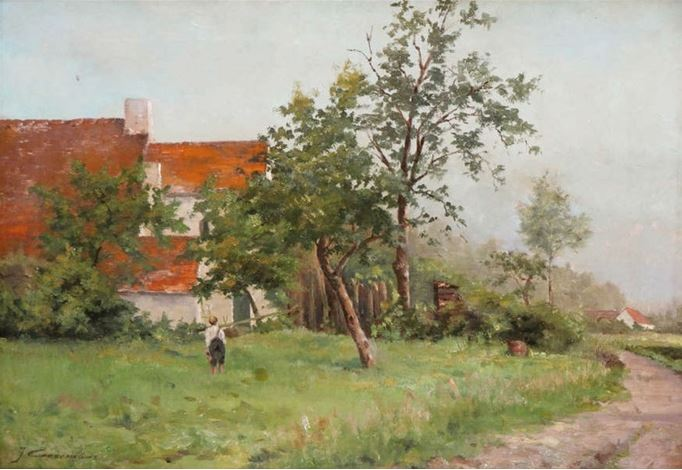
農場の少年
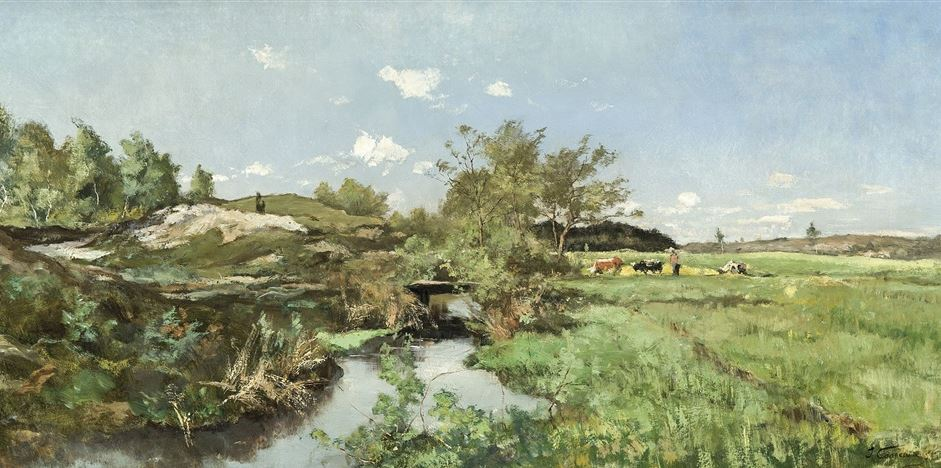
ヘンクの春